# Thalliumthiocyanat
Thalliumthiocyanat ist eine anorganische chemische Verbindung des Thalliums aus der Gruppe der Thiocyanate.

## Gewinnung und Darstellung
Thalliumthiocyanat kann durch Reaktion von Thallium(I)-nitrat mit Kaliumthiocyanat gewonnen werden.
{\displaystyle \mathrm {TlNO_{3}+KSCN\longrightarrow TlSCN\downarrow +KNO_{3}} }
Es kann auch durch Reaktion von Ammoniumthiocyanatlösungen mit Thalliumhydroxidlösungen gewonnen werden.

## Eigenschaften
Thalliumthiocyanat ist ein kristalliner weißer Feststoff. Er besitzt eine orthorhombische Kristallstruktur mit der Raumgruppe Pbcm (Raumgruppen-Nr. 57). Oberhalb von 90 °C geht diese in eine tetragonale Kristallstruktur mit der Raumgruppe I4/mcm (Raumgruppen-Nr. 140) über.